# Silly Symphonies
| Portal | Portal:Disney |

 Silly Symphonies er en serie korte tegnefilm skabt af Walt Disney sideløbende med de film, der havde hans faste figurer Mickey Mouse og Anders And som hovedpersoner. De havde ingen fast figur som de andre.
Den startede 1929 med The Skeleton Dance med musik af Carl Stalling og animation af Ub Iwerks, og den visualiserede Griegs Dværgenes March som dansende skeletter. Walt greb straks ideen som en mulighed for at lave film uden de faste figurer, hvor han kunne virkeliggøre alle sine ideer, som de andre film ikke gav plads til. Seriens hovedide var, at musikken styrede handlingen, heraf seriens titel.
Serien kom til at indeholde den første tegnefilm i farver, Blomster og træer fra 1932 om to træer, der forelsker sig i hinanden. Senere film i serien låner historier fra folkeeventyr som den Oscar-belønnede De tre små grise fra 1933 og fra Æsops fabler som Den dovne græshoppe (1934) og Skildpadden og haren (1935). Serien kom også i 1934 til at indeholde Anders Ands debut som bifigur i Den kloge lille høne.
Serien indeholder også film uden egentlig handling, hvor det bare er stemningen der tæller, som Den gamle mølle 1937.
Serien vandt flere gange Oscar som bedste kortfilm, og det blev en god forhåndstræning for de lange tegnede spillefilm, der startede med Snehvide og de syv små dværge i 1937. I disse korte film havde Disney og hans stab fået lært at lave andet på tegnefilm end den grove slapstick-komik, der prægede de øvrige tegnefilm, og hele den musikalske ide med Silly Symphony blev brugt til det yderste i Fantasia i 1940. Herefter stoppede serien, der blev nok at lave med de lange film.